# Institut für Molekulare Biologie
Das Institut für Molekulare Biologie gGmbH (IMB) ist ein Forschungszentrum der Lebenswissenschaften auf dem Campus der Universität Mainz. Es wird von der Boehringer Ingelheim Stiftung gefördert. Die Forscher am IMB betreiben in erster Linie Grundlagenforschung in den Bereichen der Entwicklungsbiologie, dem Altern, der Epigenetik und der Genomstabilität.

## Geschichte
- Anfang 2009 stellte die Boehringer Ingelheim Stiftung Fördermittel für ein neues Exzellenzzentrum der Lebenswissenschaften zur Verfügung.[2]
- Der vom Land Rheinland-Pfalz finanzierte Neubau des Instituts begann im Dezember 2009 auf dem Campus der Universität Mainz.[3]
- Im Mai 2010 wechselte der Entwicklungsbiologe Christof Niehrs als Gründungsdirektor vom DKFZ zum neuen Institut. Die Namensgebung „Institut für Molekulare Biologie“ und die Ausrichtung auf Entwicklungsbiologie, Epigenetik und DNA-Reparatur erfolgten.[4]
- Der größte Teil des IMB-Gebäudes wurde im März 2011 feierlich eröffnet.[5]
- Fünf erste Forschungsgruppen nahmen im Juli 2011 ihre Arbeit am IMB auf.
- Vier weitere Gruppen folgten im Januar 2012.
- 2013–2015 kamen acht weitere Forschungsgruppen ans IMB
- In den Jahren 2018–2020 folgten sechs weitere Gruppen
- Fortsetzung der Kernfinanzierung über die erste Förderperiode hinaus durch die Stiftung Boehringer Ingelheim und das Land Rheinland-Pfalz ab Herbst 2020 sichert die Kernfinanzierung bis Mitte 2027[6]

(Quelle:)

## Forschung
Entwicklungsbiologie, Epigenetik und Genomstabilität geben den Rahmen für die Forschung am IMB vor. Viele Forschungsfragen liegen dabei an den Schnittpunkten und betreffen zwei oder alle drei dieser Bereiche.
Die Forschung dieser Felder wird in folgenden Forschungsgruppen, geführt von einem Gruppenleiter, betrieben:
- Joan Barau: Transposons und Genomstabilität
- Peter Baumann: Telomerbiologie und chromosomale Vererbung
- Petra Beli: Chromatin Biologie und Proteomik
- Falk Butter: Quantitative Proteomik
- Claudia Keller Valsecchi: Biologie von Gendosierungsänderungen
- René Ketting: Biologie nicht-kodierender RNA
- Anton Khmelinksii: Proteomeorganisation und -dynamik
- Julian König: Genomische Ansichten der RNA-Welt
- Nard Kubben: Biologie des Alterns und altersbedingte Krankheiten
- Edward Lemke: Synthetische Biophysik der Proteinstörung
- Katja Luck: Integrative Systembiologie
- Brian Luke: Telomerbiologie
- Christof Niehrs: DNA-Demethylierung, DNA-Reparatur und Reprogrammierung von Zellen
- Vassilis Roukos: Zellbiologie der Genomerhaltung
- Sandra Schick: Chromatin-Regulation
- Helle Ulrich: Ubiquitin, SUMO und die Aufrechterhaltung der Genomstabilität
- Eva Wolf: Strukturelle Chronobiologie

In ihrer praktischen Arbeit werden die Wissenschaftler durch zentrale Service-Einheiten unterstützt. Diese Core Facilities stellen neueste Technologien direkt am IMB zur Verfügung.

## Joint Research Initiatives
Das IMB koordiniert eine Reihe gemeinsamer Forschungsinitiativen mit Institutionen wie der Johannes Gutenberg-Universität, der Universitätsmedizin Mainz sowie dem Max-Planck-Institut für Polymerforschung und darüber hinaus. Diese Initiativen knüpfen und stärken Verbindungen innerhalb der molekularbiologischen Forschungsgemeinschaft und ermöglichen die Finanzierung von Forschungspositionen, Core Facilities und Trainingsprogrammen für junge Wissenschaftler.
Gemeinsame Initiativen sind zum Beispiel:
- Der DFG-geförderte Sonderforschungsbereich (SFB 1361) zum Thema „Regulation der DNA-Reparatur und Genomstabilität“[10]
- Das DFG-geförderte Graduiertenkolleg „GenEvo“ zum Thema „Die Rolle von Genregulation für die Evolution: von molekularen zu erweiterten Phänotypen“[11]
- IMB's International PhD Programme (IPP)
- IMB's International Summer School (ISS), eine jährliche sechswöchige Forschungserfahrung für Studierende
- IMB’s Postdoc Programme (IPPro)

## International PhD Programme (IPP)
Das International PhD Programme (IPP) wird vom Institut für Molekulare Biologie koordiniert. Die teilnehmenden Gruppen befinden sich an folgenden Institutionen:
- Institut für Molekulare Biologie (IMB)
- Johannes Gutenberg-Universität (JGU)
- Universitätsmedizin der Johannes Gutenberg-Universität (UMC)

Die Gruppen im IPP decken ein breites Spektrum an Fachkenntnissen in den Bereichen Biochemie, Genetik, Zell- und Entwicklungsbiologie, Bioinformatik, Systembiologie und angewandter Physik ab.
Die Kernfinanzierung für das IPP erfolgt durch die drei teilnehmenden Institutionen.

## International Summer School
Die International Summer School (ISS) ist ein 6-wöchiges Programm mit den Schwerpunkten Genregulation, Epigenetik und Genomstabilität. Die ISS bietet herausragenden und begeisterten Bachelor- und Masterstudenten aus aller Welt die Möglichkeit, von führenden Wissenschaftlern der Molekularbiologie praktische Fähigkeiten und Kenntnisse zu erwerben.

## Postdoc Programme
Das IMB-Postdoc-Programm (IPPro) wurde speziell eingerichtet, um den Postdocs am IMB die notwendige wissenschaftliche und technische Unterstützung sowie maßgeschneidertes Mentoring zu bieten, damit sie ihre Karriere vorantreiben können.

## Core Facilities
Bioinformatics: Die Bioinformatik Core Facility bietet Zugang zu fortschrittlichen Datenanalysetools und unterstützt die Forscher am IMB auf verschiedenen Ebenen von grundlegenden Bioinformatikdiensten bis hin zu umfassenden wissenschaftlichen Kooperationen
Flow Cytometry: Die Flow Cytometry bietet Zugang zu modernsten Geräten und Software zur Sortierung und Analyse von Zellen.
Genomics: Die Genomics Core Facility bietet Dienstleistungen in der Next-Generation-Sequenzierung (NGS) für die DNA- und RNA-Sequenzanalyse.
Histology: Die Histology Core Facility bietet Ausrüstung und Unterstützung für das einbetten, schneiden und färben von Gewebe.
Microscopy: Die Mikroskopie-Core Facility bietet praktische Schulungen und Zugang zu verschiedenen hochmodernen Mikroskopen, von Stereomikroskopen über hochauflösende Mikroskope und Bildverarbeitungsstationen bis hin zu Sitzflächen und Zellkultureinrichtungen für die vorübergehende Probenvorbereitung.
Proteomics: Die Proteomics Core Facility bietet umfassenden Service für die Proteomanalyse.
Protein Production: Die Core Facility für die Proteinproduktion unterstützt das Design, die Expression und die Reinigung von rekombinanten Proteinen.
Media Lab: Das Media Lab stellt häufig genutzte Lösungen und Kulturmedien her und hält einen Vorrat an Reagenzien. Es ist auch für Sterilisations- und Reinigungsaufgaben sowie für die Abfallentsorgung verantwortlich.
E-Lab: Das E-Lab bietet Unterstützung für die tägliche Arbeit durch die Reparatur technischer Geräte. Darüber hinaus arbeiten sie an spezifischen Erfindungen, die die Forschung der Wissenschaftler am IMB erleichtern.

(Quelle:s)

## Scientific Advisory Board
Zur regelmäßigen Bewertung des IMB’s wurde ein wissenschaftlicher Beirat aus international anerkannten Wissenschaftlern gebildet. Die regelmäßige Bewertung des Instituts stellt sicher, dass sie die Qualität der Forschungsaktivitäten unabhängig geplant werden kann. Darüber hinaus dient der Bewertungsprozess der öffentlichen Rechenschaftspflicht im Hinblick auf die angemessene und wirksame Verwendung der zur Verfügung gestellten Mittel.
Derzeitige Mitglieder des SABs sind:
- Peter Becker (Biomedical Center Munich/LMU) (Chair)
- Bradley Cairns (Huntsman Cancer Institute)
- Malene Hansen (Buck Institute for Research on Aging)
- Ian Hickson (Center for Chromosome Stability and Center for Healthy Aging/Copenhagen University)
- Rudolf Jaenisch (The Whitehead Institute for Biomedical Research)
- Ruth Lehmann (Whitehead Institute for Biomedical Research)
- Marina Rodnina (Max Planck Institute for Biophysical Chemistry)

## Infrastruktur

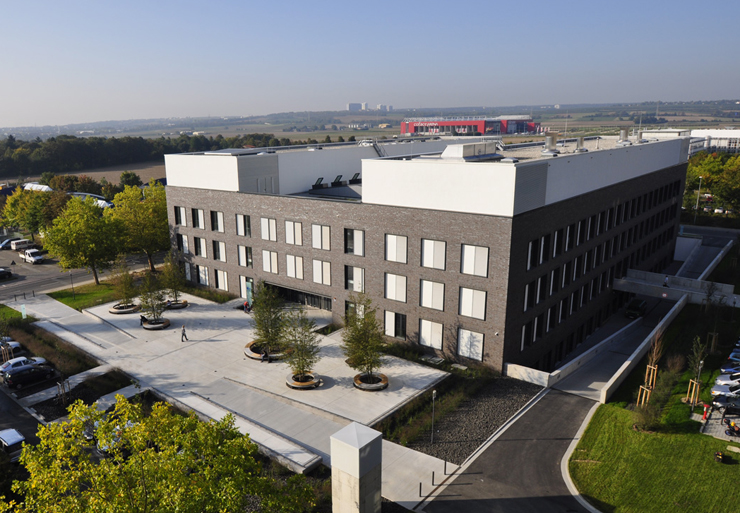
Gebäude des IMB

Der 2011 fertiggestellte Neubau bietet mit ca. 6000 Quadratmetern Platz für Labore, Büros, Seminarräume und ein großes Auditorium.
Das IMB befindet sich in unmittelbarer Nähe zu zahlreichen Instituten der Johannes-Gutenberg-Universität, zwei Max-Planck-Instituten und der Hochschule Mainz. Auch die Universitätsmedizin der Johannes Gutenberg-Universität Mainz ist nur wenige Minuten entfernt. Im größeren Umkreis des Rhein-Main-Gebietes finden sich außerdem die Goethe-Universität Frankfurt am Main und die Technische Universität Darmstadt.

## Personen mit Bezug zum Institut
- Christof Niehrs, Träger des Leibniz-Preises, ist Gründungsdirektor des IMB.
- Rudolf Jaenisch, Pionier im Bereich der Transgenetischen Forschung, ist Mitglied des Scientific Advisory Boards.
- Peter Baumann, Inhaber der Humboldt-Professur und Adjunct Director am IMB, wurde 2019 in die European Molecular Biology Organization gewählt.
- Christoph Cremer, Emeritus Group Leader